# Бригади Аль-Аштара
Бригади Аль-Аштара (араб. سرايا الأشتر) — шиїтське проіранське воєнізоване угруповання, що діє на території Бахрейну.

## Історія
Організація, заснована в березні 2012 року, отримує підтримку від Ірану та іракських шиїтських груп, пов'язаних з Корпусом вартових ісламської революції Ірану.
Від часу заснування веде активну повстанську боротьбу проти уряду Бахрейну. Угруповання також брало участь у громадянській війні в Сирії, де боролося проти повстанців на боці режиму Башара Асада.
У червні 2017 року Бахрейн, Єгипет, ОАЕ та Саудівська Аравія визнали «Бригади Аль-Аштара» терористичними організаціями. Державний департамент США визнав цю групу терористичною організацією у липні 2018 року. Канада класифікувала «Бригади Аль-Аштара» як терористичну організацію у 2019 році.
У жовтні 2023 року, в розпал війни в Газі, «Бригади Аль-Аштара», фактично вступили у війну на боці ХАМАС. Вони кілька разів застосовували проти Ізраїлю безпілотні літальні апарати.